# El Senyor dels Anells, el joc de rol de la Terra Mitjana
Aquest article tracta del joc de I.C.E. Pel joc de Decipher Inc., vegeu El Senyor dels Anells, el joc de rol
El Senyor dels Anells, el joc de rol de la Terra Mitjana fou el primer joc de rol oficialment situat en el món de fantasia èpica creat per John Ronald Reuel Tolkien. El sistema de joc de El Senyor dels Anells es basa en el de Rolemaster, que també fou creat i editat per Iron Crown Enterprises.

## Història
Mitjançant un contracte signat entre Tolkien Enterprises i Iron Crown Enterprises el joc va ésser publicat per primer cop als Estats Units d'Amèrica per Iron Crown Enterprises el 1984 amb el títol original de Middle-earth Role Playing («Joc de rol de la Terra Mitjana», també conegut per les seves sigles angleses, MERP). Després d'haver sobreviscut a una crisi el 1993 ICE va entrar finalment en fallida i el 21 de setembre de 1999 va anunciar que des de l'endemà (22 de setembre de 1999) els drets d'explotació de productes relacionats amb la Terra Mitjana ja no li pertanyien. Aquesta cessació de contracte va fer que MERP desaparegués del tot, el que també fa que avui dia el joc estigui completament descatalogat de les llibreries especialitzades.
Després de rompre les seves relacions comercials amb ICE, Tolkien Enterprises va cedir els drets d'explotació a Decipher Inc. i l'actual joc de rol situat a la Terra Mitjana és el que Decipher publica d'ençà el 2000 amb el títol original de The Lord of the Rings Roleplaying Game. Escrit per Steve S. Long aquest joc de rol és completament diferent de MERP.

## Traducció i publicació en català
A més d'ésser traduït en castellà (el 1989), Middle-earth Role Playing també va ser traduït en català per Joc Internacional el 1992 sota el títol El Senyor dels Anells, el joc de rol de la Terra Mitjana (traducció de Dolors Udina Abelló).